# Keith Moffatt (athlétisme)
Pour les articles homonymes, voir Keith Moffatt.
Keith Moffatt (né le 20 octobre 1984 à Rayne) est un athlète américain, spécialiste du saut en hauteur.
Sa meilleure performance est de 2,30 m, franchis à Indianapolis le 25 juin 2006. En 2009, il termine second ex æquo des Championnats des États-Unis, en égalant son saut à 2,28 m à Uberlândia et à Baie-Mahault.